# Dziesławice (województwo świętokrzyskie)
Dziesławice – wieś w Polsce, położona w województwie świętokrzyskim, w powiecie buskim, w gminie Stopnica.
W latach 1975–1998 miejscowość administracyjnie należała do województwa kieleckiego.

## Części wsi
| SIMC      | Nazwa     | Rodzaj    |
| --------- | --------- | --------- |
| 0272371   | Chrusty   | część wsi |
| zniesiony | Dół       | część wsi |
| 0272388   | Pasieka   | część wsi |
| 0272394   | Podgaj    | część wsi |
| zniesiony | Romanówka | część wsi |
| zniesiony | Za groblą | część wsi |

## Historia
Dawniej Zdziesławice obecnie Dziesławice, wieś znana w wieku XV dziedzicami byli wówczas Powałowie, Szulka, Piotr i Mikołaja Długosz L.B. t.II s.443. W roku 1579 wieś stanowiła własność wojewody krakowskiego.
Według spisu miast, wsi, osad Królestwa Polskiego z roku 1827 było tu 18 domów i 158 mieszkańców.  
O zabytkach przeddziejowych w Dziesławicach pisał Erazm Majewski w Światowidzie t.II. Badania archeologiczne zostały przeprowadzone przez autora w roku 1892